# Patrick S. Nussbaumer
Patrick Samuel Nussbaumer (* 16. September 1991 in St. Moritz, Kanton Graubünden) ist ein deutschsprachiger Schweizer Schriftsteller aus dem Kanton Graubünden.

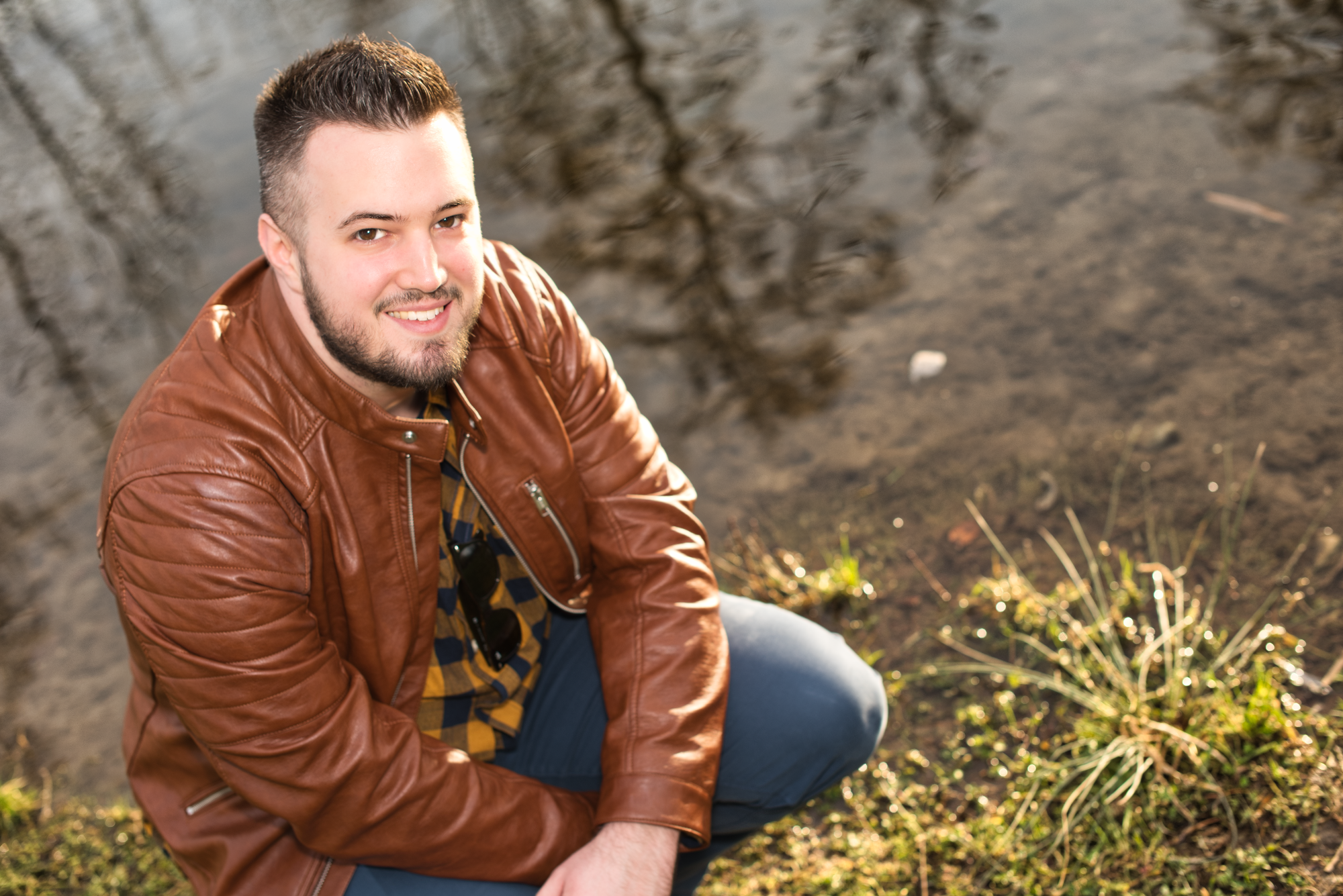
Patrick S. Nussbaumer 2021

## Leben
Patrick S. Nussbaumer wuchs zusammen mit einem älteren Bruder in St. Moritz auf. Während seiner Zeit im  Gymnasium Academia Engiadina in Samedan  entstand die Idee für «Die SOS-Bande». Über vier Jahre hinweg arbeitete er an seinem Debüt-Krimi, der 2008 im Flüela Verlag als «Die SOS-Bande – Mord am Telefon» erschien.
Kurz nach dem Erscheinen des ersten Teiles wurde er von der Kindersendung Pirando vom Schweizer Radio und Fernsehen als Gesprächsgast eingeladen und als im September 2009 das zweite Buch «Die SOS-Bande – Der Executor» erschien, lud Kurt Aeschbacher Nussbaumer in seine Sendung ein.
Mit «Der Hilferuf» löste er sich vom klassischen Jugendkrimi und veröffentlichte einen Thriller über sexuelle Gewalt und Depressionen. Auf Wunsch seines damaligen Verlages veröffentlichte er 2011 das Werk dennoch als Abschluss seiner SOS-Bande-Trilogie.
2012 entwickelte Nussbaumer das Konzept für seine Story Experience-Leseshows. Dabei soll das Publikum mit Musik, Spezialeffekten und einer szenischen Art zu Lesen in die Geschichten eintauchen.
Nussbaumer entwickelte 2012 zusammen mit der Bündner Regionalzeitung Engadiner Post das Konzept für den Engadiner Jugendschreibwettbewerb, der bis 2020 jährlich durchgeführt wurde.
Auf seinen Lesereisen und im Gespräch mit Betroffenen und Experten merkte Nussbaumer, dass er mit der veröffentlichten Version seines dritten Buches nicht glücklich war. Nachdem er sich von seinem damaligen Verlag trennte, begann er das Werk von Grund auf zu überarbeiten und entwickelte daraus das Buch «Du bist mein». Dieses wurde vom Verlag Flying Grandpa publiziert.
Nussbaumer ist Mitglied der Autorinnen und Autoren der Schweiz und von ProLitteris. Er lebt seit 2012 in Zürich.

## Veröffentlichungen
- Die SOS-Bande – Mord am Telefon. Jugendkrimi, Flüela Foto + Verlag, Samedan 2008, ISBN 978-3-9523418-2-7
- Die SOS-Bande – Der Executor. Jugendkrimi, Südostschweiz Buchverlag, Chur 2009, ISBN 978-3-905688-61-0
- Der Hilferuf – Die SOS-Bande. Jugendkrimi, Südostschweiz Buchverlag, Chur 2011, ISBN 978-3-905688-87-0
- Du bist mein. All-Age Thriller, Flying Grandpa, Zürich 2015, ISBN 978-3-033-05302-1
- Reichtum des Lebens. Kurzgeschichtensammlung, Flying Grandpa, Zürich 2021, ISBN 978-3-96953-618-6